# Musée de l'Âge du fer de Tabriz
 (décembre 2021).
La mise en forme du texte ne suit pas les recommandations de Wikipédia : il faut le « wikifier ».
Les points d'amélioration suivants sont les cas les plus fréquents :
- Les titres sont pré-formatés par le logiciel. Ils ne sont ni en capitales, ni en gras.
- Le texte ne doit pas être écrit en capitales (les noms de famille non plus), ni en gras, ni en italique, ni en « petit »…
- Le gras n'est utilisé que pour surligner le titre de l'article dans l'introduction, une seule fois.
- L'italique est rarement utilisé : mots en langue étrangère, titres d'œuvres, noms de bateaux, etc.
- Les citations ne sont pas en italique mais en corps de texte normal. Elles sont entourées par des guillemets français : « et ».
- Les listes à puces sont à éviter, des paragraphes rédigés étant largement préférés. Les tableaux sont à réserver à la présentation de données structurées (résultats, etc.).
- Les appels de note de bas de page (petits chiffres en exposant, introduits par l'outil «  Source ») sont à placer entre la fin de phrase et le point final[comme ça].
- Les liens internes (vers d'autres articles de Wikipédia) sont à choisir avec parcimonie. Créez des liens vers des articles approfondissant le sujet. Les termes génériques sans rapport avec le sujet sont à éviter, ainsi que les répétitions de liens vers un même terme.
- Les liens externes sont à placer uniquement dans une section « Liens externes », à la fin de l'article. Ces liens sont à choisir avec parcimonie suivant les règles définies. Si un lien sert de source à l'article, son insertion dans le texte est à faire par les notes de bas de page.
- La présentation des références doit suivre les conventions bibliographiques. Il est recommandé d'utiliser les modèles {{Ouvrage}}, {{Chapitre}}, {{Article}}, {{Lien web}} et/ou {{Bibliographie}}. Le mode d'édition visuel peut mettre en forme automatiquement les références.
- Insérer une infobox (cadre d'informations à droite) n'est pas obligatoire pour parachever la mise en page.

Pour une aide détaillée, merci de consulter Aide:Wikification.
Si vous pensez que ces points ont été résolus, vous pouvez retirer ce bandeau et améliorer la mise en forme d'un autre article.
 (décembre 2021).
Le contenu est difficilement compréhensible vu les erreurs de traduction, qui sont peut-être dues à l'utilisation d'un logiciel de traduction automatique.
 (décembre 2021).

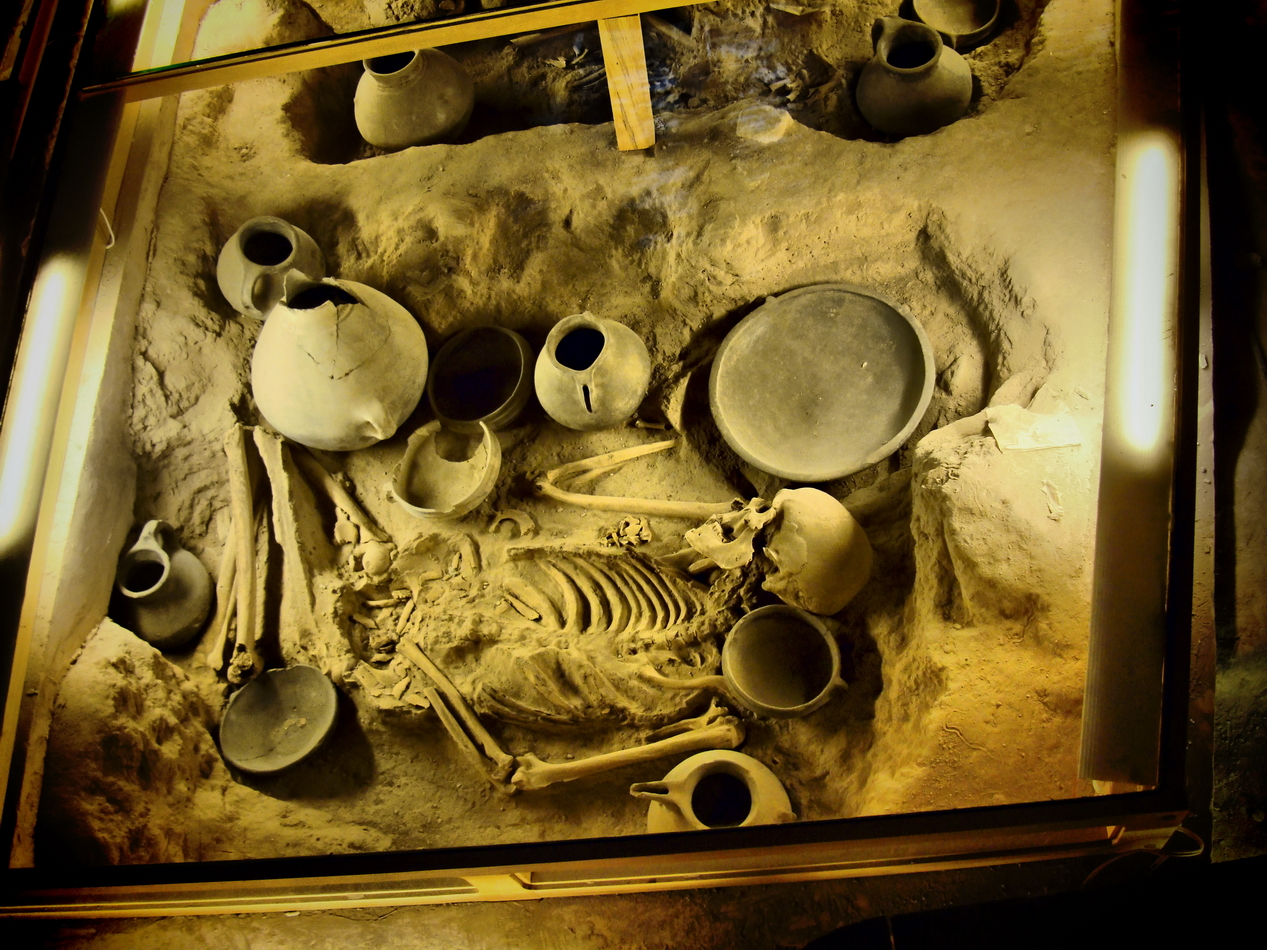
Musée de l'Âge du fer de Tabriz.

Le musée de l'âge du fer de Tabriz est un site ancien situé au nord, au nord-est et au nord-ouest de la mosquée Kaboud à Tabriz. Il comprend des cimetières et de la poterie de l'Âge du fer.

## Historique
La cérémonie d'ouverture du site du musée de l'Âge du fer de Tabriz s'est tenue le 20 mai 2007 en présence de Jafari, vice-ministre de la Culture et des Communications de l'Organisation du patrimoine culturel. Cet espace est ouvert au public.

## Description
Les artefacts ont été trouvés en 1997, dans 38 tombes enterrées sous forme embryonnaire[pas clair]. La plupart des corps retrouvés sont morts en bas âge. Les enfants sont enterrés avec leurs jouets, les femmes avec leurs bijoux et les hommes avec leurs armes. Des poteries et des artefacts alimentaires[pas clair] ont été trouvés à côté de certains des cadavres, confirmant leur croyance dans le rituel de l'amour[pas clair], et ceux avec plus d'ustensiles trouvés étaient probablement plus riches. La pierre de porcelaine autour des cadavres est un symbole de la paroi utérine, et les cadavres sont enterrés en position embryonnaire ou accroupie, avec des orientations différentes sur le corps et le visage[pas clair], ce qui confirme à nouveau leur sceau[incompréhensible]. Ce site a commencé à fonctionner comme le premier musée du désert en Iran en 2006.